# Phyllonorycter lapadiella
Phyllonorycter lapadiella là một loài bướm đêm thuộc họ Gracillariidae. Nó được tìm thấy ở Croatia, Serbia, Hy Lạp, Pháp, Ý và Sicilia.
Ấu trùng ăn Spartium junceum.